# Angolavliegenvanger
De angolavliegenvanger (Batis minulla) is een zangvogel uit de familie Platysteiridae (lelvliegenvangers).

## Verspreiding en leefgebied
Deze soort komt voor in oostelijk Gabon, zuidelijk Congo-Brazzaville, zuidwestelijk Congo-Kinshasa en westelijk Angola.

## Status
De grootte van de populatie is niet gekwantificeerd maar de soort wordt omschreven als schaars en plaatselijk. Op de Rode lijst van de IUCN heeft deze soort de status niet bedreigd.